# Petroica de Nova Caledònia
La petroica de Nova Caledònia (Cryptomicroeca flaviventris) és un ocell de la família dels petròicids (Petroicidae) i única espècie del gènere Cryptomicroeca Christidis, Irestedt, Rowe, Boles et Norman, 2012.

## Hàbitat i distribució
Habita els boscos de les illes de Grande-Terre i l'Île des Pins, a Nova Caledònia.